# Èter difenílic
L'èter difenílic o òxid de difenil és un compost químic amb la fórmula C12H10O.

## Síntesi
L'èter difenílic i moltes de les seves propietats es van publicar per primera vegada ja el 1901. Se sintetitza mitjançant una modificació de la síntesi d’èters de Williamson, aquí la reacció del fenol i del bromobenzè en presència de base i una quantitat catalítica de coure:
PhONa + PhBr → PhOPh + NaBr